# Férj és nő
A hányattatott sorsú Kemény Zsigmond Pesten él az 1850-es években, pénzhiánnyal küzd és sokszor beteg, ekkoriban, 1852-ben írja meg a Férj és nő című regényt. A forradalom utáni korszaka írói szempontból rendkívül termékeny, hiszen a Férj és nő mellett megírja A szív örvényei című kisregényét 1851-ben, majd a Ködképek a kedély láthatárán című regényét 1853-ban. Gazdag a novella-termése is, ekkor születik: a Két boldog, az Alhikmet, a vén törpe, A szerelem élete, a Szerelem és hiúság. A szív örvényei még a romantikus vonalat követi tárgyilagos jelenetekkel kiegészülve. A Férj és nő már elszakad ettől a vonaltól és a realizmus irányába fordul. A Norbert-család életén és a befejezésen keresztül tudjuk a realista vonásokat megfigyelni. A polgári és a nemesi réteg szembekerülésével a biedermeier és az én-kultusz is szembekerül.

## Szereplők
- Kolostory Albert: A főszereplő, Norbert Eliz férje, Kolostory Tamás testvére.
- Kolostory Tamás: Kolostory Albert testvére, haszonleső, élvhajhász
- Norbert Eliz: Albert felesége, Norbert Lipót lánya
- Norbert Lipót: Eliz apja
- Muzsla Ferenc: A Norbert család ügyvédje, biedermeier kisember
- Poliodora: A Norbert család alkalmazottja, kiáll Elizért Alberttel szemben
- Zörény Iduna: Manfréd gróf özvegye, Albert szeretője, később Terényi menyasszonya
- Terényi: Iduna egyik udvarlója, majd későbbi vőlegénye
- Ondofredi: Kapitány, Albert ismerőse, Iduna egyik udvarlója, aki megmutatta Albertnek Idunát.
- Strahlenheim Adél: Albert udvarol neki a mű elején, de végül Tamás kéri meg a kézét.

## A tartalom időrendi sorrendben
A Kolostoryak és Norbertek első találkozása megbélyegezte a történet folytatódását. A háttértörténet egy Norbert nevű kisfiúról szól, aki Franciaországban tanult, növényeket és ásványokat tanulmányoz. A Kolostory kisfiút a Norbert fiúval riogatják, aki a felvilágosodás híve, számára csak az a létező, amit tapasztal és megbotránkoztatja az embereket, amikor a Candide-ból idéz.
1841-ben a Kolostory unoka megismerkedik a Strahlenheim-családdal és udvarolgatni kezd Adél kisasszonynak, de szándékai nem tűnnek elég komolynak.
1841-42 fordulópontján megpróbálja pénzügyeit rendezni bátyjával, majd útnak indul, először Pestre, majd Bécsbe, Münchenbe, Salzburgba, Innsbruckba utazik, majd bejárja Felső-Olaszországot. Szeptemberben a Hermina gőzösön találkozik először Idunával, majd egy hónapot Rómában tölt, miközben bátyjával levelezik, és itt ismerkedik meg a Norbert-családdal.
1842-ben Albert megkéri Eliz kezét és januárban össze is házasodnak.
1844-ben már Virányoson laknak és nevelgetik kislányukat, Gizellát. Albert elszigetelten él a kis családjával, visszavonult a közélettől és újrakezdte az életét egy sokkal nyugodtabb környezetben. A fordulópont ott van, amikor Albert és Iduna találkoznak Szent-Ágostán és Eliz megírja első panaszos levelét
1846. augusztus 1-jén. Később Albert visszatér egy rövid időre a közéletbe, majd hírt kapunk Iduna terhességéről és Albert vallási problémáiról. Majd bekövetkezik a jól előkészített katasztrófa.
1847. szeptember 6-7. Albert furcsa és ijesztő levelét olvassa Iduna. Majd szeptember 7-én még Albert együtt reggelizik Norbertékkel, amikor hall a párizsi botrányról és öngyilkosságba lovalja magát. És értesülünk arról is, hogy Terényi eljegyzi a halálhír után Idunát. A regény elején el lett hintve a tragédia csírája a hazugságokkal terhes történetben és az össze nem illők összekapcsolásával iszonyatos károkat szenvedtek a résztvevők.

## Szegedy-Maszák Mihály és Barta János-féle értelmezések közti különbségek
Szegedy-Maszák Mihály három kifogást talált a Barta János-féle elemzésekkel kapcsolatban.
1. A levélbetétek megjelenése.: Barta véleménye szerint ez a műfaj egy letűnőben lévő regénytípusra utal. Szegedy-Maszák Mihály álláspontja szerint, ha ezt vennénk alapul, akkor Kemény többi művére is jellemzőnek kellene lennie. A tény az, hogy a 18. században nagyon elterjedt műfajnak tekinthetjük a levélregényt. Itt utalnék Richardson, Rousseau, Smollett munkáira, de megvizsgálhatjuk Dosztojevszkij: Szegény emberek című művét is, illetve Henry James: Levélcsomóra című alkotását. A 19-20. században is találunk ilyeneket: Samuel Butler: Minden testnek útjától, Joseph Conrad: Tájfun. Többek között szeretnék megemlíteni tisztán levelekből álló szöveget is: John Barth: Levelek, ami közel 800 lapból áll. A levélformának vannak előnyei és hátrányai is. Hátránynak tekinthető, hogy vannak állandó jellemzőik, ilyen a kezdet és a zárás formulái, illetve, hogy a párbeszédeket nagyon nehéz idézni. De sokkal több előny tudunk felsorakoztatni: többek között, hogy résztvevővé válik a befogadó is, a főszereplővel „együtt” olvasunk. A levelek jellemzéseket adnak és hozzájárulnak a nézőpontváltozáshoz is, hiszen több szempont szerint megvizsgálhatjuk a szereplőket. A mi esetünkben a legérdekesebb Albert és Tamás levelezése, mert a nemesi gondolkozásmód eltérőségeit mutatja be.
2. Az elbeszélő: Barta úgy gondolja, hogy Kemény maga a mindentudó elbeszélő. Szegedy-Maszák Mihály szerint, ha ezt az állítást elfogadnánk, akkor az elbeszélőnek nem lehetnének korlátai, amikor azt mondja, hogy valami nem jut éppen az eszébe. A Férj és nőben az elbeszélő nem mindentudó, mert ez ellentmond a látószögváltásnak és jelen esetben a valóságszerű realista ábrázolásában a hangsúly az élet lezáratlanságán van és hiányzik az eszményesítés.
3. Norbert Lipót jelleme: Barta szerint ez a karakter rendkívül elhibázott, túl jónak láttatja. De, ha közelebbről megismerkedünk Kemény Zsigmonddal, akkor be kell látnunk, hogy a polgárosodás híve volt és a polgárosodás létkérdés volt a magyarság számára.

## Jellemek és sorsképek
A mű olvasása során különféle jellemek és sorsképek rajzolódnak ki előttünk. Albertről egyből azt gondolhatnánk, hogy tragikus hőssé válik a regény végére, de ez nem így történik. A tragikus hős mindig egy kiemelkedő személyiség, akit erős érzelmek hajtanak. Egy olyan személyt kell elképzelni, aki egyből felkelti az olvasó figyelmét, különleges és sorsának alakulása elborzaszt. Albert esetében két lehetőség kínálkozik erre: az első, hogy a vallásos létérzést kellene felduzzasztani, míg a második, hogy gyűlöletet kell kelteni, ami elvezet a gyilkossághoz. Albert fejlődését végigkísérhetjük az egész művön, a központi motívumot az ő életének alakulása, sodródása a problémákkal. Az utolsó szakasz az, amikor elérkezik az őrjöngéshez. Az eddig vezető út hosszadalmas és rögös. A lavinát elindító tragikus tévedés, amikor Eliz nem vette észre, hogy a lánykérés nem őszinte csak egy színjáték. Gyermeki hiszékenysége mégis elhitette vele, hogy eljött érte a boldogság. A második sorsfordító tévedés, amikor a fiatal lány saját magát kezdte okolni a házasság tönkremeneteléért. Az össze nem illő embersorsok összefonódása válsághoz és hatalmas konfliktusokhoz vezet. Az egész regény a belső válságok elmélyülését mutatja be.

### A gondolkodásmódok és a szereplők jellemfejlődése
A két Kolostory: világpolgárok és szabadelvűséget hirdetnek, Albertet vidékiesnek és földhözragadtnak látjuk, Tamás pedig haszonleső. Ezek a megállapítások bizonyítják, hogy a betétek nagyon fontosak a műben. A történet elején a Norbertek kétségbe vonták a Kolostory család ősi eredetét, ami számukra hatalmas sértés volt. Ebből kiindulva a mű olvasása során több kérdés is felmerül a társadalmi tagozódással kapcsolatban. Ilyen lehetséges kérdés az, hogy a magyar nemesség képessé válik-e arra, hogy feltámassza a hűbériséget és, hogy viszont létrehozható-e a polgári társadalom anélkül, hogy eltűnjön a nemzeti hagyomány? A másik megfogalmazásban is előkerül, hogy meg lehet-e úgy szüntetni a hűbériséget, hogy megmaradjon a nemzeti azonosság? Albert családi élete, indíttatása nagyban befolyásolja a további életvitelét, ezért nagy kérdések ezek és azért is, mert az a kérdés is megfogalmazódik, hogy vajon Albert képes-e magát túltenni magát az előítéletein.
Albert:
Először akkor változott meg Albert gondolkodásmódja, amikor új környezetbe került. „Elfogadta a reformeszméket, s vágya a népképviseleti életbe léptetése volt”. Heves szenvedéllyel képes szeretni, „szenvedélyes gazda”, „elegáns világfi”. A házasság számára csak egy úri szeszély és nem változik meg a romantikus világképe, nem tudja saját magát meghazudtolni. Érzelmei vezérlik, és ezért akar bosszút állni Adélon és bátyán is. A fordulópontot Albert és Ondofredi kapitány találkozása hozza el. Albert eddigi alkalmazkodása után felébredt benne az „újdonság vágy”. A két életvitel szembe kerül egymással, a Virányosi élet unalmassá, és egyhangúvá vált, míg az izgalmakat Iduna karjaiban kaphatja meg Szentágostán.
Poliodora: Ellentét feszül Poliodora és Albert között, hiszen Albert azt szeretné, hogy felesége azt vallja, hogy édesapja kényszerítette erre a szerencsétlen házasságra és nem saját akaratából ment férjhez. Eliz ebbe nem hajlandó beleegyezni. Poliodora megvédi a lányt, aminek a következménye, hogy a férfiban elszabadulnak az indulatok és sem Idunát nem keresi fel többé, sem senkit csak elkezdi szövögetni a gyilkossági terveit. A történet ekkor lelassul és a zárás mindössze egyetlen reggelbe sűrűsödik bele. A napihír felolvasása adja meg a végszót.
Norbert Lipót és lánya: kételkedik a pár boldogságában, aminek oka ugyanúgy a társadalmi különbségekben keresendő. Egyoldalúan ismeri a nemességet, ahogy a nemesség is a polgárságot. Norbert mindig az egyensúlyra próbál törekedni és az erkölcseit helyezte előtérbe minden esetben. A külső szemlélőnek úgy tűnhet, hogy az életmódja puritán. Leánya sem tud kitörni a családja által felállított keretek közül. Naivitása miatt azt hiszi, hogy Albert valós érzelmeket táplál iránta. Becsüli és szereti Albertet, nagyon sokat alkalmazkodott hozzá. Egyedül Poliodora az, aki tartja benne a lelket a leveleivel, neki öntheti a szívét egyedül a lány. Levelezése szemben áll Albertével, hiszen Eliz a biedermeier kisszerűségét mutatja, míg Albert a romantika jegyeit hordozza. A lány számára a legfőbb érték a megelégedés, folytonosság veszi körül és ezzel az jár, hogy nem kell semmiért harcolnia. Az életük együtt eleinte jól indul, Albert visszavonul és Eliz teljes odaadással viselkedik a férfival. Miután a lány nem lát kiutat megtörik, de már nem tudnak változtatni, mert Albert halottan rogy össze a fegyver eldördülése után. Azt várnánk, hogy a történet itt megáll, és nyitva marad a többi szereplő élete, de nem így történik. A főszereplő halála után a helyszín megváltozik és színre lép Terényi.
Iduna: A lány Manfréd gróf özvegye, aki a magasztos bűn romantikus kultuszaként jelenik meg. Iduna alakja szembekerül Elizével. Kemény szerint nem lehet szavakkal leírni, ami a lélekben van, ami ott játszódik, nem nyilvánul meg a beszédben, hanem a mimika, a testbeszéd és a taglejtések veszik át a helyét.
Terényi:Miután rájött, hogy Iduna terhes ki akarta használni a lehetőséget és megkérte a kezét, amit a nő egyből elutasított és hatalmas sértésnek vett. A férfi próbálja elhihetni a hölggyel, hogy Elizék ki fognak békülni és Iduna szégyenben marad. Közben a halálhír érkeztével nem marad más lehetősége a nőnek, el kellett fogadnia Terényi ajánlatát, hiszen félt a megszégyenüléstől és hirtelen nem talált volna senkit maga mellé, hogy véletlenül, se derüljön fény Alberttel való titkos kapcsolatára. A férfi megmenti Idunát, de a végszó mégis nagyon keserű.

## A Férj és nő műfaji besorolása

### A regény általános jellemzése a Kemény életműben
Kemény a regényt szánta a kor vezérműfajának, de csak úgy, ha az elszakad a francia késő romantikától. Kemény nem nyúl a népiességhez, ahogy Arany tette, hanem a hazai történelmet próbálja feldolgozni a műveiben. Az író sokat gondolkozik az erkölcsi kérdéseken. A Férj és nőben nem a Bach-korszakra, hanem a reformkori visszatérésre visszhangzik, a gondolkodásmód korszerűbbé válik, de nem keveredik bele a nemzeti egység magatartása. Az író nem érezte erősnek a romantika térnyerését Magyarországon. Foglalkoztatta a költészet és a filozófia is az erkölcsi kérdéseken túl. Megpróbálta kiemelni azokat a motívumokat, amelyek szerinte hiányoznak a hazai romantikából. Ilyen volt a városi életmódtól való elidegenedés bírálata, illetve a bölcselet és irodalom kölcsönhatása. Ebben a műben négy ember tragédiáját kísérhetjük figyelemmel. Az első egy meggondolatlan házasságból ered (Albert és Eliz), míg a második a reménytelen kísérlet (Albert és Iduna). Kemény Zsigmond rendkívül körültekintően próbálja megfogalmazni, hogy a nemesség csak akkor képes beilleszkedni a polgári társadalomba, ha megszabadul a hibáitól. Ilyen hibák többek között az érdekházasság, a felelőtlenség, leginkább a szerelemben, illetve a hiúság. Ebből a szempontból érthető, hogy Eliz próbálkozásai sikertelenek, hiszen ha mérhetetlenül gazdag lenne, akkor sem lenne más a kimenetel, mivel az arisztokrata világ eltántorítaná.

### A Férj és nő regénytípusai
A Férj és nő című mű több regénytípusba is besorolható, hiszen az író inkább a műfaji típusra és igényre koncentrált.
Legelfogadottabb, hogy a levélregény műfajába tartozik. A levélregény arra törekszik, hogy bemutassa a szereplők lelki világát és megpróbálja ezt belülről ábrázolni. Ez a műfaj leginkább a szentimentalizmusra jellemző.
Lehet szalonregény, ráadásul egy társadalmi erkölcsrajznak is felfogható. 1852-ben a Habsburg Birodalom lett a szalonregény színtere a történetekben. A birodalom nagy kiterjedtsége miatt a szereplők nem érezték sehol idegennek magukat, szabad mozgásterük van és nincsenek helyhez kötve. A Kolostory-család számára Bécs jelenti a szórakozás helyszínét és ősiségük képezi a legnagyobb erőt. Továbbá besorolhatjuk az irányregény csoportjába is. Az egész mű legfontosabb motívuma a rang, illetve a származás.
A regény négy alapvető motívumra tagolható:
1. A dacból megkötött házassága
2. A tiltott szerelmi viszony
3. A férfi és női játszmák szerepe
4. A kialakult kapcsolatok szétbomlása. A negyedik motívum az, melytől a szalonregény irtózik, hiszen ebből hiányoznak a magasabb morális gátak. A szaloniasság csak egy felszín, egy cukormáz a mű tetején, mivel a háttérben komoly emberi ösztönök és szenvedélyek uralkodnak. A szereplők sorsa a kezdetektől fogva meg van bélyegezve, mert a vér, az ősiség a legnagyobb úr. A szalonon átcsúszva belecsöppenünk a sorsok alakulásába.
A sorsregényhez olyan szereplők kellenek, akiket tiszta és nemes szándék vezérli és nem az önös érdekek. Ehhez a regénytípushoz elengedhetetlen, hogy legyenek válaszutak, hősies tűrés, tévedés és elbukás, de a legfontosabb, hogy a szolidságot árassza a történet. Ezen regénytípus legfontosabb motívuma az lenne, hogy a személyiségek épsége megmaradjon. A szereplők küzdenek a valósággal, hiszen az egész sorsukat végigkíséri a szenvedés, kudarc és a dinamizmus. Kolostory jelleme kell ahhoz, hogy lássuk mennyire fontos az erkölcs, ami nála elég ingatag.